# 小川修一
小川 修一（おがわ しゅういち、1967年〈昭和42年〉11月15日 - ）は、日本の政治家、行政書士。長野県千曲市長（2期）。

## 来歴
長野県更埴市（現・千曲市屋代）出身。更埴市立屋代小学校、更埴市立屋代中学校、長野県屋代高等学校、明治大学法学部卒業。
2011年（平成23年）、長野県議会議員選挙に無所属で立候補するも落選。
2012年（平成24年）7月の千曲市議会議員選挙に立候補し初当選した。2015年（平成27年）の長野県議会議員選挙に無所属で立候補し初当選。2019年（平成31年）の県議選は自民党公認の新人の竹内正美、社民党推薦の現職の荒井武志らとの戦いとなるが、次点で落選。
2020年（令和2年）10月25日に行われた千曲市長選挙に立候補。自民党・公明党の推薦を受けた現職の岡田昭雄を破り初当選した。11月11日、市長就任。
※当日有権者数：50,370人 最終投票率：50.05%（前回比：+2.31pts）
| 候補者名 | 年齢 | 所属党派 | 新旧別 | 得票数   | 得票率 | 推薦・支持             |
| -------- | ---- | -------- | ------ | -------- | ------ | ---------------------- |
| 小川修一 | 52   | 無所属   | 新     | 13,974票 | 56.04% |                        |
| 岡田昭雄 | 69   | 無所属   | 現     | 10,963票 | 43.96% | （推薦）自民党・公明党 |

2024年（令和6年）10月27日に行われた千曲市長選挙で元市部長の洞田英樹との一騎打ちを制し再選した。
※当日有権者数：49,459人 最終投票率：58.17%（前回比：+8.17pts）
| 候補者名 | 年齢 | 所属党派 | 新旧別 | 得票数   | 得票率 | 推薦・支持 |
| -------- | ---- | -------- | ------ | -------- | ------ | ---------- |
| 小川修一 | 56   | 無所属   | 現     | 15,510票 | 54.67% |            |
| 洞田英樹 | 60   | 無所属   | 新     | 12,860票 | 45.33% |            |